# Fiesta Mart

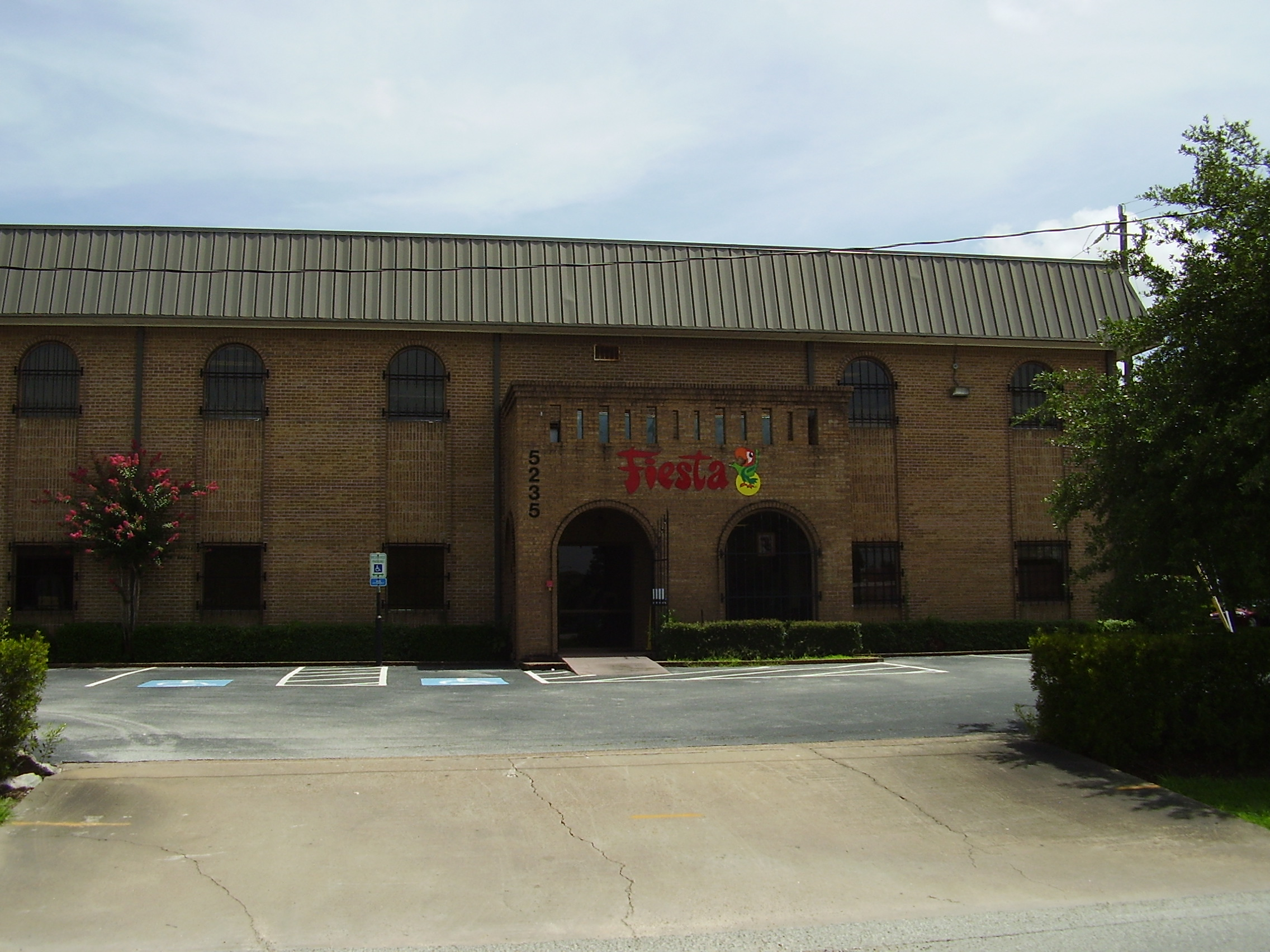
La sede de Fiesta Mart

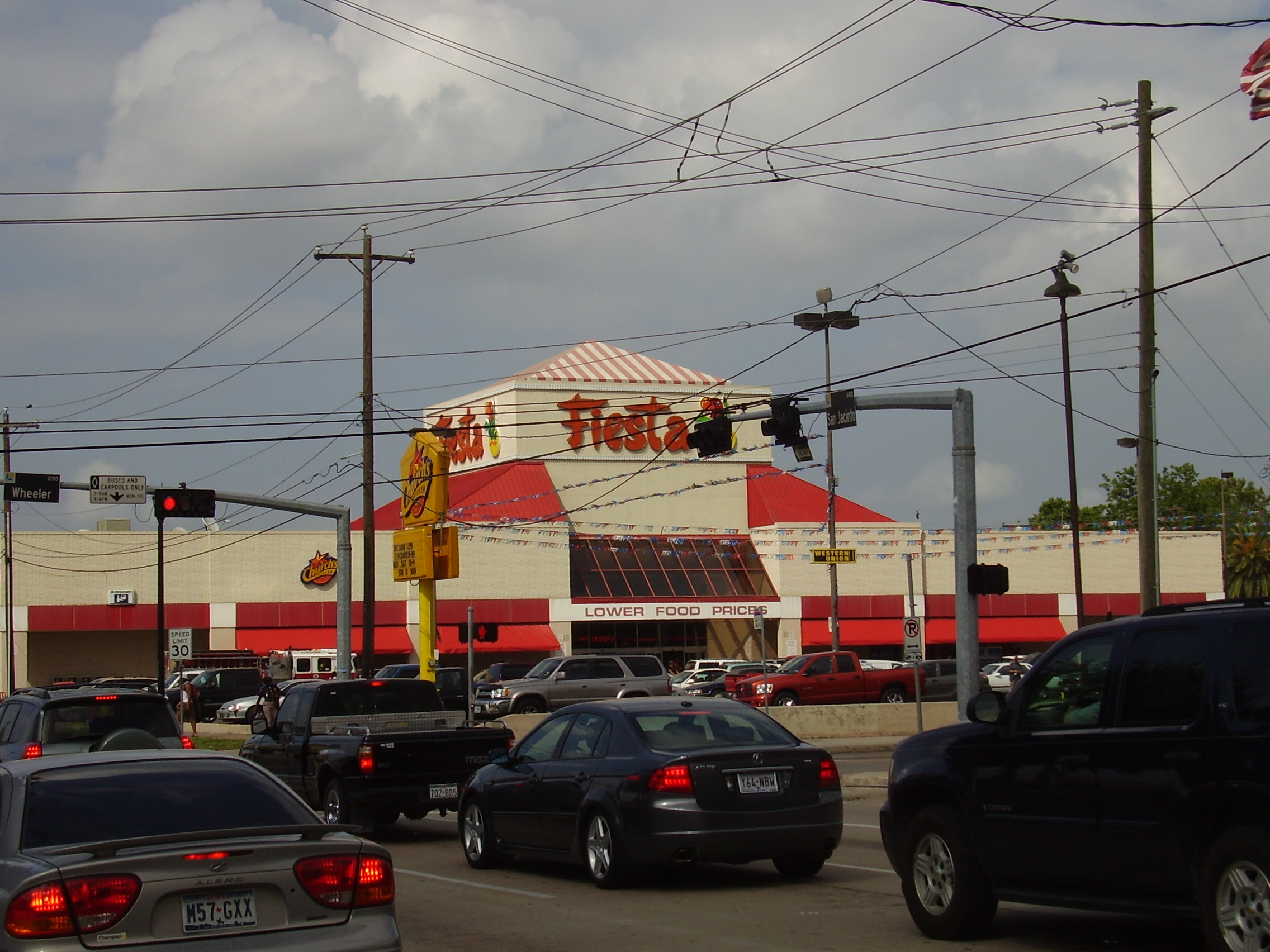
Un supermercado de Fiesta Mart en Midtown Houston

Fiesta Mart Inc. es una empresa de supermercados en Texas, Estados Unidos. Tiene su sede el barrio Cottage Grove en Houston. Fiesta Mart vende productos para hispanos y gestiona supermercados en Houston, Dallas-Fort Worth, y Austin.
Donald Bonham y O.C. Mendenhall abrió Fiesta en 1972. Los supermercados tienen una clientela hispana, incluyendo los hispanos de segunda generación y los hispanos de tercera generación. En 2004, Grocers Supply Co. Inc. compró Fiesta Mart Inc.
En 2015 la familia Levit, propietarios de Grocers Supply, vendió Fiesta a Acon Investments, una empresa basada en Washington D. C.